# BRP Cape San Agustin
Le BRP Cape San Agustin (MRRV-4408) est le septième patrouilleur de classe Parola de la Garde côtière philippine.

## Conception
La Garde côtière philippine a précisé que le navire est un navire de maintien de l’ordre et qu’il est conçu pour mener des missions environnementales et humanitaires, ainsi que des opérations de sécurité maritime et des missions de patrouille maritime.
Le navire a été conçu avec une passerelle de navigation pare-balles et est équipé de détecteurs d’incendie, d’une capacité de vision nocturne, d’un bateau annexe et d’une capacité de radiogoniométrie.
Le navire est équipé d’équipements de communication et de surveillance radio de Rohde & Schwarz, en particulier des radios de communication logicielle M3SR des séries 4400 et 4100, et de l’équipement de surveillance radio DDF205. Ces équipements améliorent les capacités de reconnaissance, de poursuite et de communication du navire.

## Historique
Le BRP Cape San Agustin a fait l’objet d’aménagements et d’essais en mer en octobre 2017. Il est rentré chez lui dans la baie de Manille la dernière semaine de février 2018 et est arrivé sain et sauf le 2 mars 2018. Il a été mis en service le 28 mars 2018 en même temps que le BRP Cabra (MRRV-4409).
À la mi-août 2018, le BRP Cape San Agustin et le BRP Malabrigo (MRRV-4402) ont trouvé et secouru le navire à coque en bois M/L Sabrina transportant 13 personnes près de l’île de Mapun à Tawi-Tawi. Le navire secouru, qui a ensuite été remorqué au port, venait de Malaisie avec une cargaison de sucre lorsqu’il a rencontré des problèmes mécaniques et a commencé à dériver en mer.
À la fin du mois d’août 2018, le navire effectuait une patrouille de routine lorsqu’il a intercepté deux navires à coque en bois, le M/L Overseas et le M/L Nadeepa, qui transportaient des produits alimentaires de contrebande d’une valeur d’au moins 33 millions d’euros dans les environs de l’île de Tamuk, province de Basilan. Le M/L Overseas était chargé de 10 000 sacs de riz de 25 kilos chacun, de sucre raffiné et de 1 000 boîtes de nouilles, tandis que le M/L Nadeepa était chargé de 12 000 sacs de riz de 25 kilos chacun. Les deux navires ont ensuite été escortés jusqu’à la ville de Zamboanga et remis au Bureau des douanes (BOC).
En novembre 2018, le BRP Cape San Agustin a procédé à une série d’interceptions réussies de riz de contrebande dans les provinces de Sulu et Basilan. Tout d’abord, il y a eu la découverte de 4 000 sacs de riz d’une valeur de 8 millions de pesos philippins à bord du R/J Express, qui a été signalé lors d’une patrouille de routine au large des côtes de Maluso, dans la province de Basilan. Quelques jours plus tard, le BRP Cape San Agustin a trouvé le M/V Hulk, partiellement abandonné, ancré au large de l’île de Buland à Sulu avec 50 000 sacs (pesant chacun 25 kilos) de riz d’une valeur de 50 millions de pesos philippins, également sans documentation appropriée.
En janvier 2019, le navire a secouru trois pêcheurs qui dérivaient dans la mer de Célèbes près de la frontière maritime des Philippines et de l’Indonésie depuis 12 jours. Les pêcheurs avaient quitté Tawi-Tawi à la fin du mois de décembre 2018 lorsque le moteur de leur bateau s’est arrêté et s’est avéré irréparable. Un navire étranger les a repérés plus tard et a envoyé un signal de détresse aux garde-côtes philippins.